# Vaihingen (okręg administracyjny Stuttgartu)
Vaihingen, Stuttgart-Vaihingen (hist. Vaihingen auf den Fildern) – okręg administracyjny (Stadtbezirk) w Stuttgarcie, w kraju związkowym Badenia-Wirtembergia. Liczy 43 540 mieszkańców (31 grudnia 2011) i ma powierzchnię 20,89 km².